# Nicola Conte

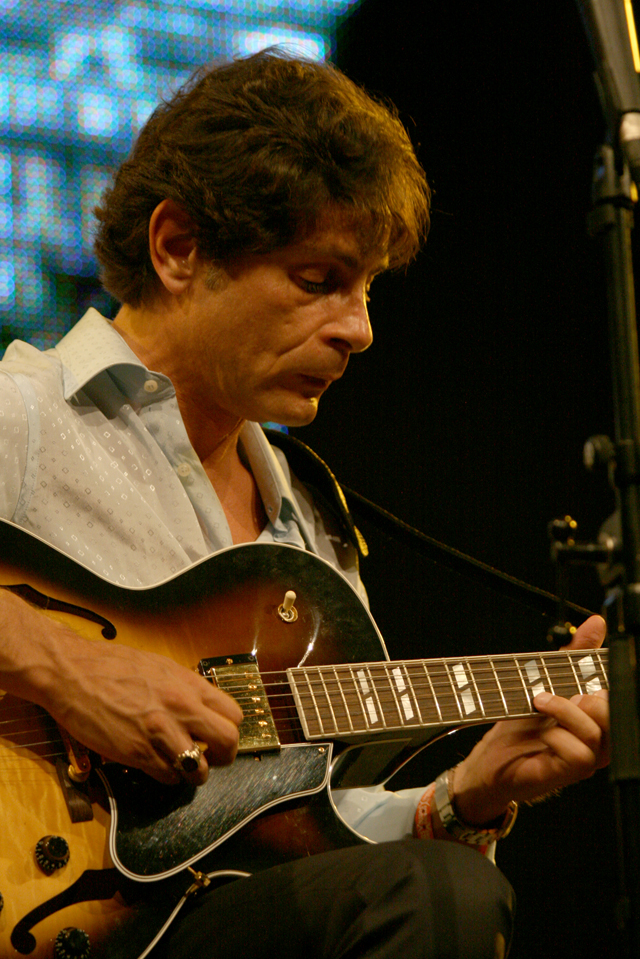
Nicola Conte (2008)

Nicola Conte (* 1964 in Bari) ist ein italienischer DJ und Musikproduzent, der Bekanntheit durch das Kreieren einer innovativen Variation des Acid Jazz erlangte. Diese stellt hauptsächlich eine Symbiose aus Bossa-Nova-Themen und italienischer Filmmusik aus den 1960er Jahren dar.
Conte, der eine klassische Musikausbildung genoss, arbeitete in den 1990er Jahren in einer Band namens Fez. Er wurde dann sowohl Kopf einer Neo-acid-jazz-Vereinigung, der The Fez collective, als auch des Plattenlabels Schema Records.
Das erste Album hieß Jet Sounds, der darauf enthaltene Track Bossa per due wurde ein weltweiter Erfolg in der Undergroundszene; sein erstes Album, das in Amerika veröffentlicht wurde, trug den Titel Bossa per Due und war eine leicht abgewandelte Version des in Italien vertriebenen Debüts. Ein Remix-Album Jet Sounds Revisited schloss sich Ende 2002 an. Nach seinem Jazz-Album Other Directions (2004) erschienen eine Reihe von Singles, bevor Conte 2008 mit weiteren Alben zurückkehrte: Auf Rituals, einem breit gefächerten Jazz-Album arbeitete er mit fünf verschiedene Vokalisten; es folgte ein Zwei-CD-Set mit elektronischen Aufnahmen unter dem Titel The Modern Sound of Nicola Conte: Versions in Jazz Dub im Frühjahr 2009. Noch mehr Sänger enthielt Love & Revolution (2011), darunter José James, Gregory Porter, Melanie Charles und Ghalia Benali. 2013 folgte die EP Sketches of Samba mit brasilianischen Themen. Ähnlich wie Love & Revolution war Free Souls (2014) gearbeitet, auf dem Originale und Standards, etwa von Ahmad Jamal und Hoagy Carmichael dargeboten wurden. Auf dem Album
Let Your Light Shine On arbeitete er mit Bridgette Amofah, Zara McFarlane, Carolina Bubbico und Zoe Modica sowie den Instrumentalisten Logan Richardson, Magnus Lindgren, Theo Croker, Teppo Mäkynen, Nduduzo Makhathini und Gianluca Petrella, mit dem auch People Need People (2021) entstand.

## Diskographische Hinweise
Alben
- Jet Sounds (2000) Schema Records
- Bossa per Due (2001) ESL Records
- Jet Sounds Revisited (2002) Schema Records
- Other Directions (2004) Blue Note Records / Schema Records
- Rituals (2008) Schema Records
- The Modern Sound of Nicola Conte (2009) Schema Records
- Love & Revolution (2011) Impulse! Records
- Free Souls (2014) Schema Records
- Nicola Conte & Spiritual Galaxy: Let Your Light Shine On (MPS 2018)
- Nicola Conte & Gianluca Petrella: People Need People (2021) Schema Records